# Liste der Monuments historiques in La Chapelle du Lou du Lac
Die Liste der Monuments historiques in La Chapelle du Lou du Lac führt die Monuments historiques in der französischen Gemeinde La Chapelle du Lou du Lac auf.

## Liste der Bauwerke
| Bezeichnung    | Beschreibung | Standort | Kennzeichnung | Schutzstatus | Datum | Bild |
| -------------- | ------------ | -------- | ------------- | ------------ | ----- | ---- |
| Kirche St-Loup |              | (Lage)   | PA35000034    | Inscrit      | 2009  |      |

## Liste der Objekte

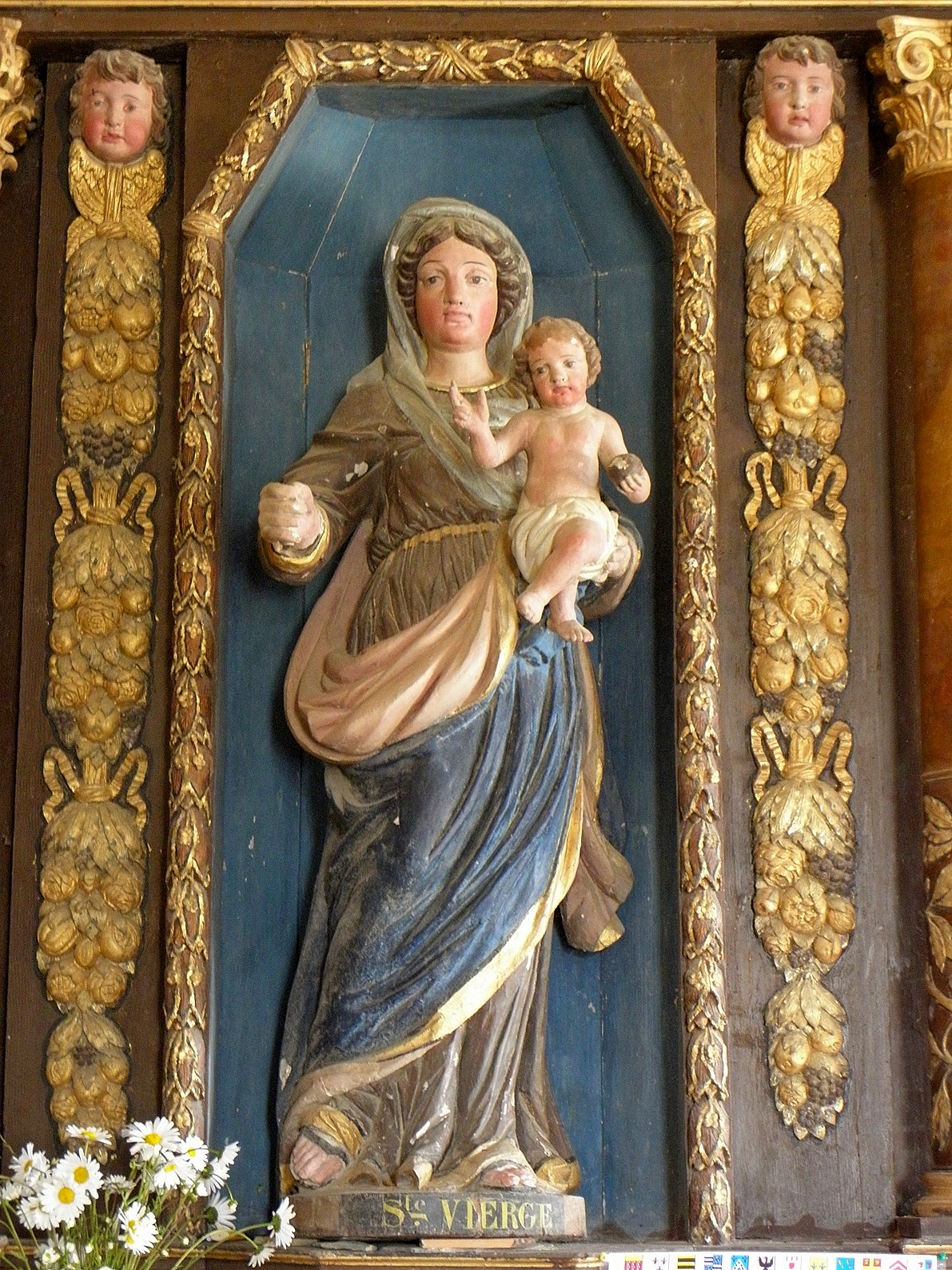
Madonna und Kind (17. Jahrhundert) in der Kirche St-Loup

- Monuments historiques (Objekte) in La Chapelle du Lou du Lac in der Base Palissy des französischen Kultusministeriums
- Monuments historiques (Objekte) in Le Lou-du-Lac in der Base Palissy des französischen Kultusministeriums